# مرکز طراحی دانمارک

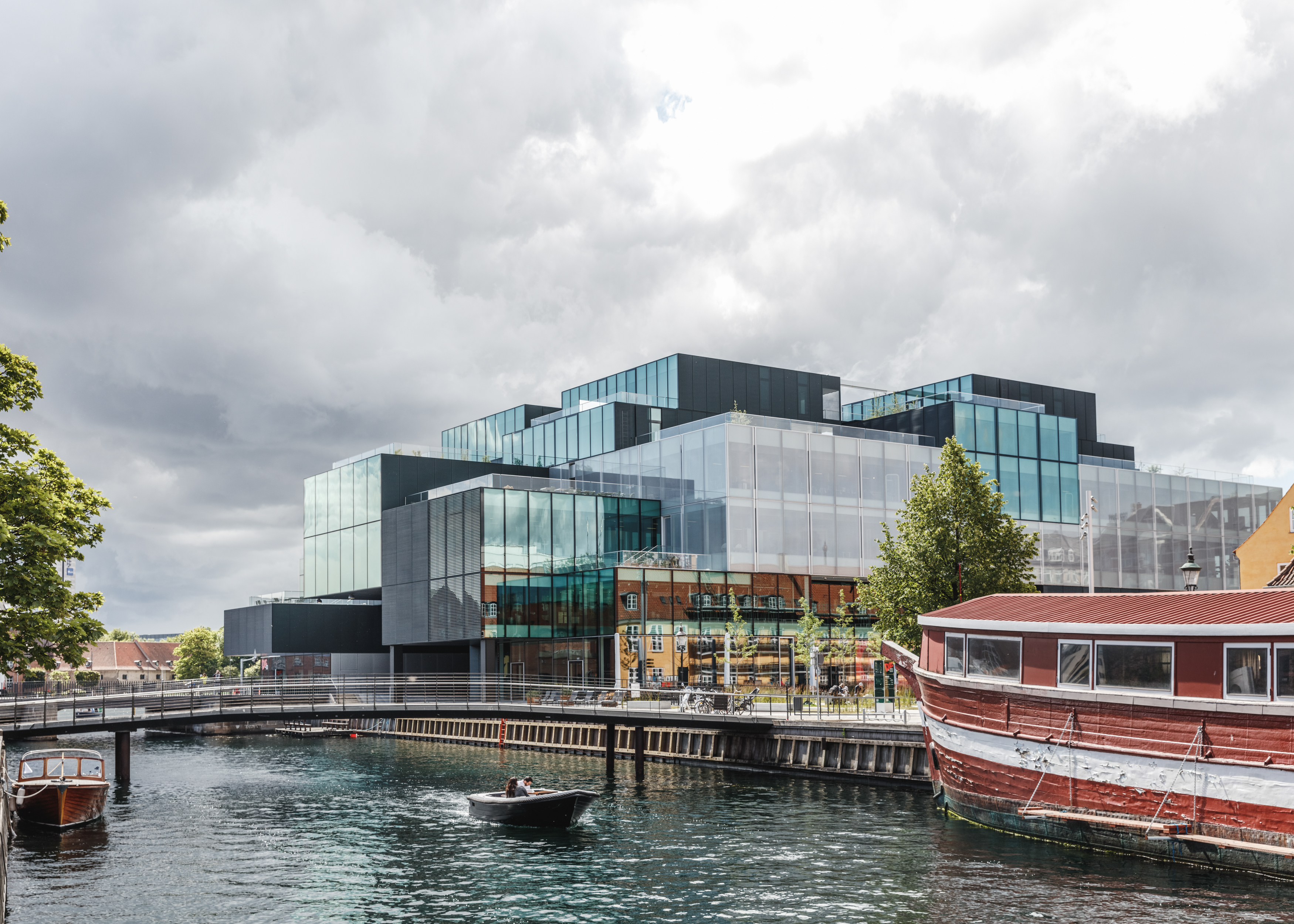
بلاکس (BLOX) در کپنهاگ، خانهٔ مرکز طراحی دانمارکی

مرکز طراحی دانمارک (به انگلیسی: Danish Design Center) (اختصاری DDC) مرکز ملی طراحی دانمارک است. این سازمان در سال ۱۹۷۸ میلادی تأسیس شد و یک سازمان نیمه دولتی زیر نظر وزارت تجارت، صنعت و امور مالی دانمارک است. نقش دی‌دی‌سی (DDC) ترویج استفاده از طراحی در تجارت و صنعت، کمک به حرفه‌ای شدن صنعت طراحی و مستندسازی، ترویج و برندسازی طراحی دانمارکی در دانمارک و خارج از کشور است.
مرکز طراحی دانمارکی ریشه در تاریخ طراحی دانمارک و ارزش‌های طراحی دانمارکی دارد، اما به سمت آینده گرایش دارد. مأموریت رسمی «استفاده از طراحی به عنوان یک عامل ایجاد تحول» است و این مرکز در پنج زمینه سازماندهی شده‌ است: شهرهای طراحی، سلامت آینده، راه‌اندازی شرکت‌های نوآفرین طراحی، منابع طراحی و کسب‌و‌کارهای آینده.
مرکز طراحی دانمارکی در بلاکس، مرکز طراحی، معماری و نوآوری شهری در کپنهاگ واقع شده‌ است و مدیر عامل آن کریستین باسون است.